# 杜卫红
杜卫红，中华人民共和国政治人物、全国脱贫攻坚先进个人。

## 生平
杜卫红任儋州市木棠镇薛宅村第一书记，国家税务总局儋州市税务局第一税务分局四级高级主办。因在脱贫攻坚战中作出突出贡献，2021年2月25日全国脱贫攻坚总结表彰大会上，杜卫红被授予“全国脱贫攻坚先进个人”。